# Olcay Çakır
Olcay Çakır, po mężu Turgut (ur. 13 lipca 1993 w Konaku) – turecka koszykarka, występująca na pozycji rozgrywającej, reprezentantka kraju, olimpijka, od 2023 zawodniczka CB Avenida.

## Osiągnięcia
Stan na 27 marca 2024, na podstawie, o ile nie zaznaczono inaczej.

### Drużynowe
- Mistrzyni:
  - Euroligi (2023)
  - EuroCup (2017)
  - Turcji (2011–2013, 2016, 2017, 2021–2023)
- Wicemistrzyni:
  - Euroligi (2013, 2014, 2022, 2023)
  - Turcji (2018)
- 3. miejsce w Eurolidze (2016, 2021)
- 4. miejsce w Eurolidze (2012, 2015, 2018)
- Zdobywczyni:
  - Pucharu Turcji (2015–2018, 2020)[3]
  - Superpucharu Turcji (2010, 2012–2015, 2017, 2019)
- Finalistka:
  - pucharu:
    - Turcji (2012–2014, 2019, 2022)
    - Hiszpanii (2023)

  - Superpucharu Turcji (2011, 2022)

### Indywidualne
(* – nagrody przyznane przez portal eurobasket.com)
- Zaliczona do I składu zawodniczek krajowych ligi tureckiej (2018)*[3]

### Reprezentacja

#### Seniorek
- Uczestniczka:
  - igrzysk olimpijskich (2016 – 6. miejsce)[4][5]
  - mistrzostw:
    - świata (2018 – 10. miejsce)
    - Europy (2015 – 5. miejsce, 2017 – 5. miejsce, 2021 – 14. miejsce, 2023 – 14. miejsce)[6][7][8][9]

  - kwalifikacji:
    - olimpijskich (2016 – 1. miejsce)[10]
    - do Eurobasketu (2017, 2019, 2021, 2023, 2024/2025)

#### Młodzieżowa
- Brązowa medalistka mistrzostw Europy U–20 (2012, 2013)[11][12]
- Uczestniczka mistrzostw:
  - świata U–17 (2010 – 10. miejsce)[13]
  - Europy:
    - U–18 (2010 – 10. miejsce, 2011 – 7. miejsce)[14][15]
    - U–16 (2008 – 8. miejsce, 2009 – 5. miejsce)[16][17]
- Zaliczona do I składu mistrzostw Europy U–20 (2012)